# Zemfira Meftahətdinova
Zemfira Meftahətdinova (Baku, 1963. május 28. –) olimpiai, világ- és Európa-bajnok azeri sportlövő.

## Pályafutása
A Dinamo Baku sportolója volt és skeet lövészetben versenyzett. 1993-ban Európa-, 1995-ben világ-, 2000-ben olimpiai bajnok lett. Három olimpián vett részt. A 2000-es sydney-i olimpián arany-, a 2004-es athéni játékokon bronzérmet szerzett. A 2008-as pekingi olimpián a 15. helyen végzett. A világbajnokságokon két arany-, az Európa-bajnokságokon három-három arany-, ezüst- és két bronzérmet nyert.

## Sikerei, díjai
- Olimpiai játékok – skeet
  - aranyérmes: 2000, Sydney
  - bronzérmes: 2004, Athén
- Világbajnokság – skeet
  - aranyérmes (2): 1995, 2001
- Európa-bajnokság – skeet
  - aranyérmes (3): 1993, 1997, 2003
  - ezüstérmes (3): 1986, 1988, 1990
  - bronzérmes (2): 1987, 1995